# 쇼난 라이너
쇼난 라이너(일본어: 湘南ライナー)는 동일본 여객철도(JR동일본)가 운행하는 도카이도 본선의 홈 라이너이다. 또 쇼난 신주쿠 라인과 같게 도카이도 화물선·야마노테 화물선을 사이에 두고 신주쿠역에 연장 운행하는 오하요 라이너 신주쿠(おはようライナー新宿)·홈 라이너 오다와라(ホームライナー小田原)에 관해도 이 문서에서 설명한다.

## 운전 구간
쇼난 라이너의 운전 구간은 도쿄 - 오다와라 간. 일부 시나가와 종착이며 도쿄역 소부 지하 승강장 착(시판의 시각표에는 시나가와 - 도쿄 간은 요코스카 선 경유에서 운전라고 표기)의 열차도 있다. 오하요 라이너 신주쿠·홈 라이너 오다와라의 운전 구간은 신주쿠 - 오다와라 간이다.
덧붙여, 신주쿠 역 발착 열차는 이전에 쇼난 신주쿠 라이너의 애칭이었지만, 2001년 12월 1일에 운행 개시한 쇼난 신주쿠 라인과 혼동하기 쉬운 것으로, 2002년 12월 1일 다이어 갠정부터 애칭을 변경하고, 상행(신주쿠 행)을 오하요 라이너 신주쿠, 하행(오다와라 행)을 홈 라이너 오다와라로 하였다.
신주쿠 발착 열차 및 시나가와·도쿄 발착 열차의 일부는 도카이도 화물선의 활용에 의하고 혼잡을 완화하는 복전을 겸하여 설정되었다. 이것을 위해서 후지사와역과 지가사키역에서는 화물선에 10량 분의 승강장이 설치되고, 이 열차의 발착 승강장에 되어 있다. 덧붙여 홈 라이너 오다와라와 오하요 라이너 신주쿠에 E351계가 1왕복 충당되고 있던 당시는 12량 편성의 위하여, 동 승강장에서는 1 - 3호차를 도어 컷 취급으로 하여 있다.
215계로 운전되는 상행 쇼난 라이너는 요코스카 선 경유에서 신바시역의 지하 승강장에 정차하고, 도쿄역 소부 지하 승강장 종착리 된다. 또 동차로 운전되는 하행 쇼난 라이너는 화물선 경유가 되어 있었지만, 215계 전동차의 좌석 구조에 위하여 경원되는 경향이 있서, 이용객이 갑소하였기 위하여, 2006년 3월 18일 다이어 개정부터, 정차역을 증가되는 목적으로 여객선 경유에 변경되었다.
전 열차가 평일만의 운전이지만, 2008년 3월 15일 다이어 개정 이전은 쇼난 라이너의 하행 5·9호와 상행 14·16호만 토요·휴일에도 운전되고 있었다.
아침의 6·8호는 승차 전일의 16시경에는 라이너 권이 완매하는 정도의 인기 열차이다. 또 2호는 이른 아침에 운전되는 라이너 안, 유일 여객선 경유에서 운전되기 위하여 화물선에 승강장이 없는 쓰지도역·오후나역 등에서는 전일 벽두에 완매한다.
2008년 3월 15일 다이너 개정으로는, 오하요 라이너 신주쿠, 홈 라이너 오다와라를 각각 1본 감편하였다. 이것은 쇼난 신주쿠 라인 증발의 영향도 있지만, 신주쿠 역 구내 배선의 문제에 인한 것이 크다. 오하요 라이너 신주쿠에 충당되는 E351계와 E257계는, 신주쿠 도착 후에 주오 본선의 특급 열차에 사용되지만, 신주쿠 역에서는 5·6번선에 발착하기 위해서, 야마노테 선이며 중앙 통로 등에서 거리가 있는 것이며(홈 라이너가 되는 열차도 같음), 러시 시간대에 주오 쾌속선의 상행 본선에 걸치다라는 문제가 있었다.
JR동일본에서는 2007년 11월 25일부터 주오 본선의 특급 열차를 9·10번선 발착에 변경하였지만, 그 개정에 의하여 5·6번선 발착의 열차가 없어지고, 보틀 넥이 해소되었다. 덧붙여, 해당의 열차는 각각 2본 있었지만, 감편된 열차는 각 1개이고, 또 1개는 차량을 185계에 변경해서 존속하였다.
열차에 의해서 정차역이 다르기 위하여, 소요 시간은, 하행 쇼난 라이너는 화물선 경유(1호만)는 74분, 여객선 경유는 71 - 81분. 상행 쇼난 라이너는 화물선 경유가 72 - 85분(도쿄 행)과 66 - 71분(시나가와 행), 여객선 경유가 80 - 89분과 61분(지가사키 시발). 하행 홈 라이너 오다와라는 80 - 89분, 상행 오하요 라이너 신주쿠가 72 - 81분과 열차에 의해서 차이가 있다.

## 정차역
- 기본적에 발차순에 기재(정차역이 같은 열차는 동일의 난에 정리해서 기재).

| 열차 명              | 열차 명             | 도쿄역 | 신바시역 | 시나가와역 | 신주쿠역 | 시부야역 | 오후나역 | 후지사와역 | 쓰지도역 | 지가사키역 | 히라쓰카역 | 니노미야역 | 고즈역 | 오다와라역 |
| 쇼난 라이너 (하행)   | 1호                 | 승     | →        | 승         | =        | =        | →        | ●          | →        | ●          | →          | →          | →      | ●          |
| 쇼난 라이너 (하행)   | 3·5·9·11 13·15·17호 | 승     | →        | 승         | =        | =        | ●        | ●          | ●        | ●          | ●          | →          | ●      | ●          |
| 쇼난 라이너 (하행)   | 7호                 | 승     | →        | 승         | =        | =        | ●        | ●          | ●        | ●          | ●          | ●          | ●      | ●          |
| 쇼난 라이너 (상행)   | 2·14호              | 강     | ←        | 강         | =        | =        | 승       | 승         | 승       | 승         | 승         | ←          | ←      | 승         |
| 쇼난 라이너 (상행)   | 4·12호              |        |          | 강         | =        | =        | ←        | 승         | ←        | 승         | ←          | ←          | ←      | 승         |
| 쇼난 라이너 (상행)   | 6호                 | 강     | 강       | 강         | =        | =        | ←        | 승         | ←        | 승         | ←          | ←          | ←      | 승         |
| 쇼난 라이너 (상행)   | 8호                 | 강     | 강       | 강         | =        | =        | ←        | 승         | ←        | 승         | 승         | 승         | 승     | 승         |
| 쇼난 라이너 (상행)   | 10호                |        |          | 강         | =        | =        | ←        | 승         | ←        | 승         | 승         | 승         | 승     | 승         |
| 쇼난 라이너 (상행)   | 16호                | 강     | ←        | 강         | =        | =        | 승       | 승         | 승       | 승         | 승         |            |        |            |
| 홈 라이너 오다와라   | 21·23·25호          |        |          |            | 승       | 승       | →        | ●          | →        | ●          | ●          | ●          | ●      | ●          |
| 오하요 라이너 신주쿠 | 22·26호             | 강     | 강       | ←          | 승       | ←        | 승       | ←          | ←        | ←          | 승         |            |        |            |
| 오하요 라이너 신주쿠 | 24호                | 강     | 강       | ←          | 승       | ←        | 승       | 승         | 승       | 승         | 승         |            |        |            |

기호
●: 정차(승강 가능, 라이너 권 불요)
승: 정차(승차 전용, 라이너 권 필요)
강: 정차(강차 전용)
←·→: 화살표의 방향에 통과
=·상표 없음: 경유하지 않음
경로
■: 도카이도 본선 경유
■: 도카이도 화물선 경유
■: 야마노테 화물선 경유
■: 요코스카 선 경유

## 승차 방법
- 그린차는 전차 자유석이고, 만석의 경우도 그린차내에 한해서 입석 승차가 가능이지만, 그 경우도 그린권이 필요이다. 이 위하여 자유석 그린권을 구입하면, 세이슌 18 티켓으로도 승차할 수 있다.
- 보통차는, 다른 라이너와 같이 정기권 또는 보통 승차의 달리 라이너 권이 필요이다. 상행 방면행의 라이너 권에 관해서는, 1개월 단위로서 발행하고, 승차권과 조합시키는 라이너 세트권을 판매하고 있다.
- 상행 열차는 오후나역 또는 후지사와역까지의 정차역이 승차 전용역이고, 상행 라이너 매표기가 설치되어 있다. 시나가와역·신바시역·도쿄역·시부야역·신주쿠역은 강차 전용역이고, 이것들의 역에서 승차할 수 없다.
- 하행 열차는 도쿄역·시나가와 역·신주쿠 역·시부야 역이 승차 전용역이고, 하행 라이너 매표기가 설치되어 있다.

## 사용 차량
- 185계 전동차: 1986년 -
  - 2004년 3월 13일부터 2008년 3월 14일까지는 도쿄·시나가와 발착 열차만. 2008년 3월 17일부터 신주쿠 발착 열차에 복귀.
- 215계 전동차: 1992년 4월 20일 -
  - 도쿄역 소부 치하 승강장에 도착하는 열차에 충당되고 있다.
- 251계 전동차: 2004년 3월 15일 -
  - 신주쿠 발착 열차만.

### 과거에 사용된 차량
- 183·189계 전동차: 불명 - 2002년 6월
- E351계 전동차: 1996년 3월 18일 - 2008년 3월 14일, 신주쿠 발착 열차만.
- E257계 전동차: 2002년 7월 1일 - 2008년 3월 14일

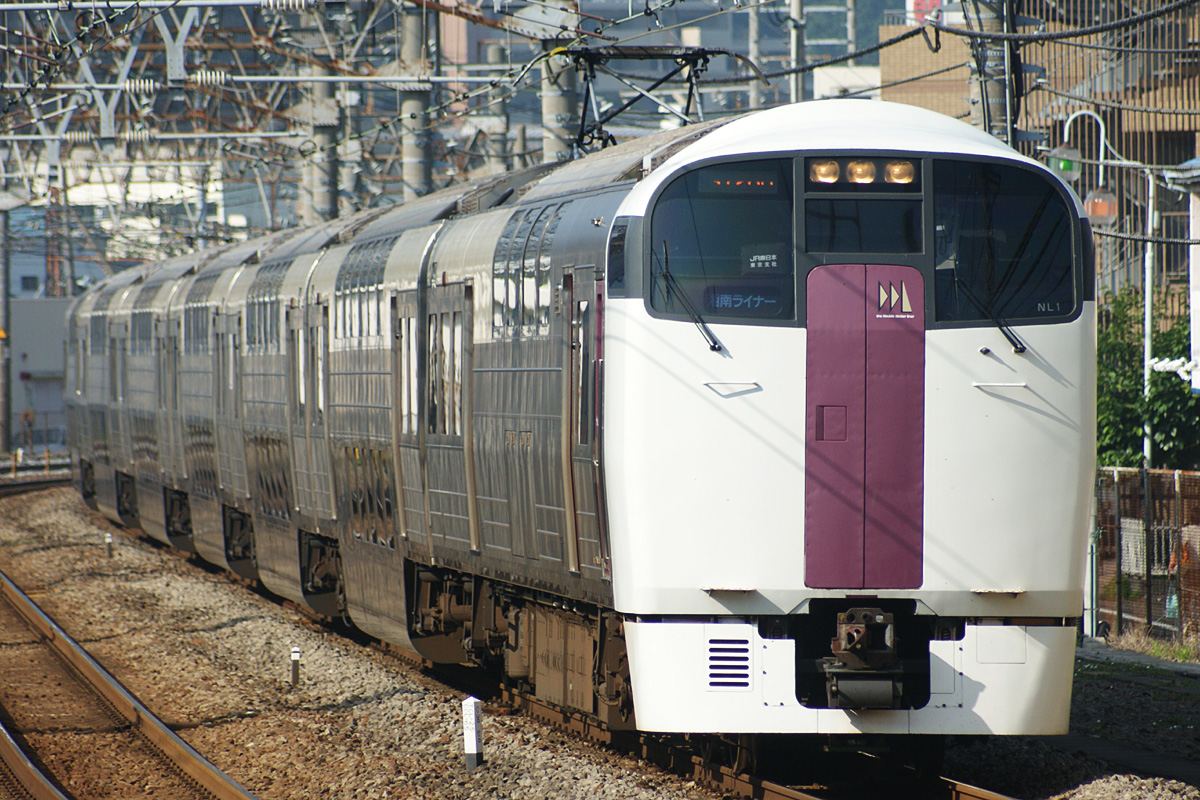
215계 "쇼난 라이너" (오후나역)
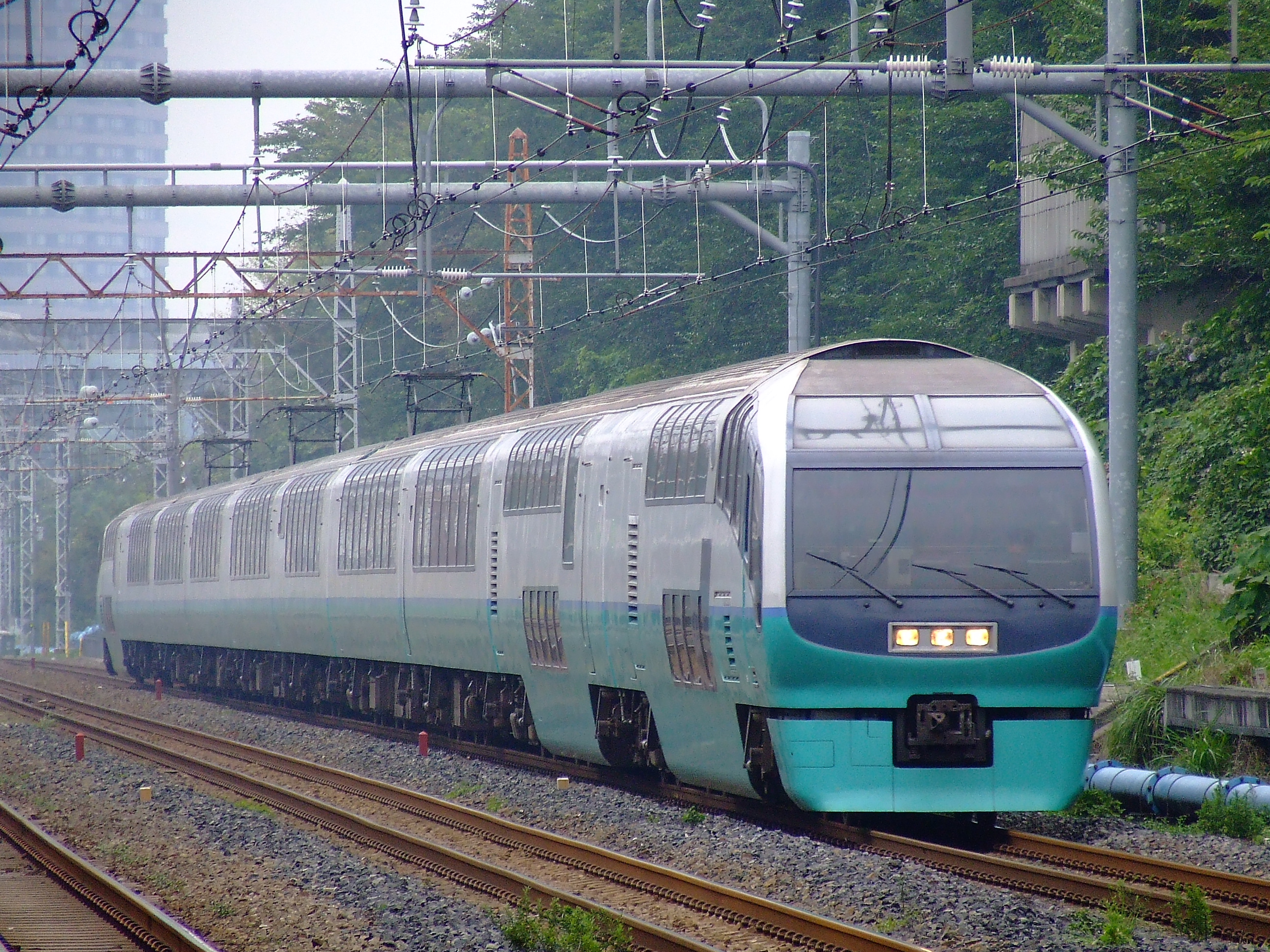
251계(화상은 "슈퍼 뷰 오도리코", 오이마치역)
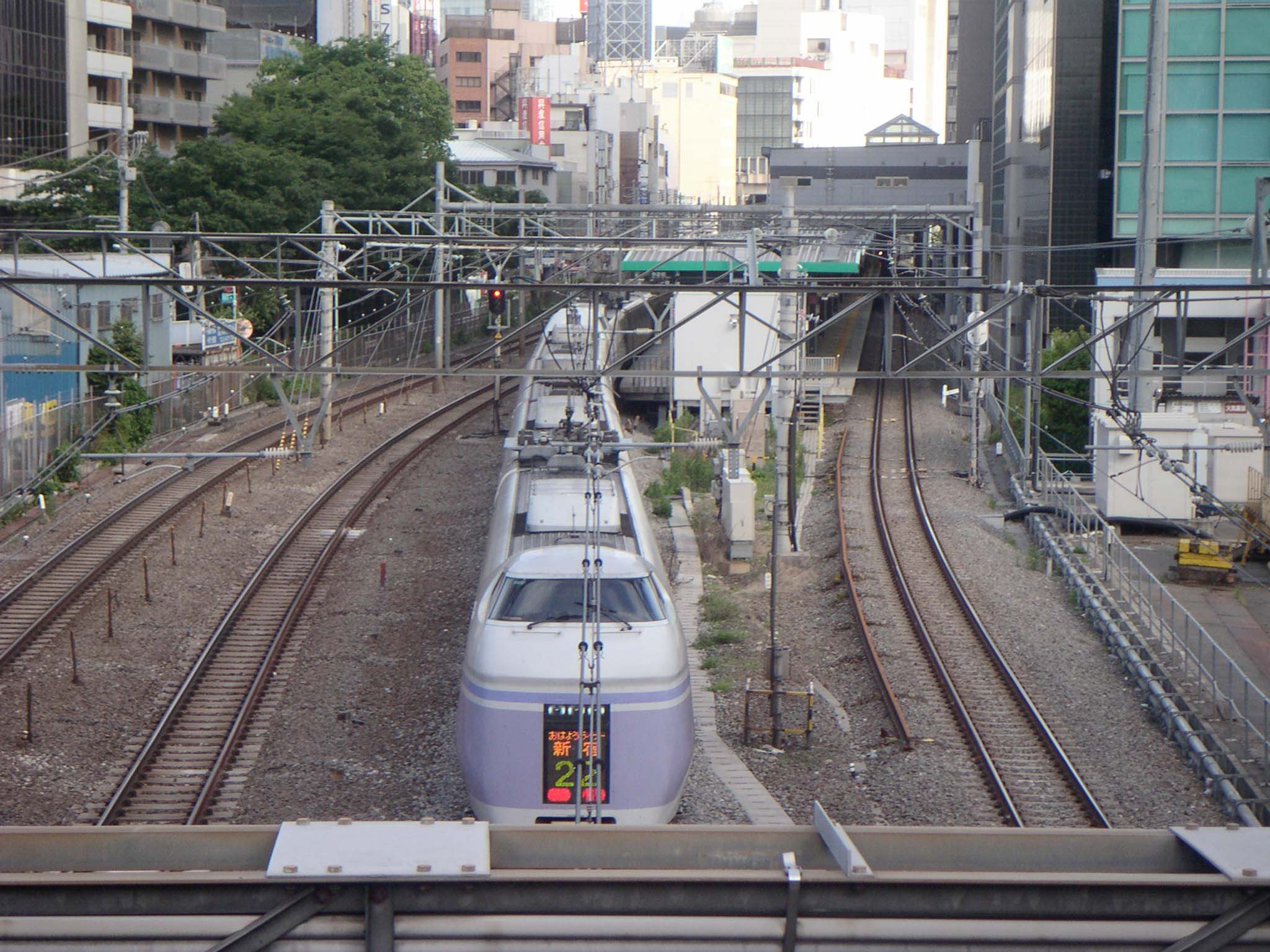
E351계 "오하요 라이너 신주쿠" (시부야역)

## 같이 보기
- 주오 라이너·오메 라이너
- 도카이도 본선
- 요코스카 선
- 쇼난 신주쿠 라인